# Ulem

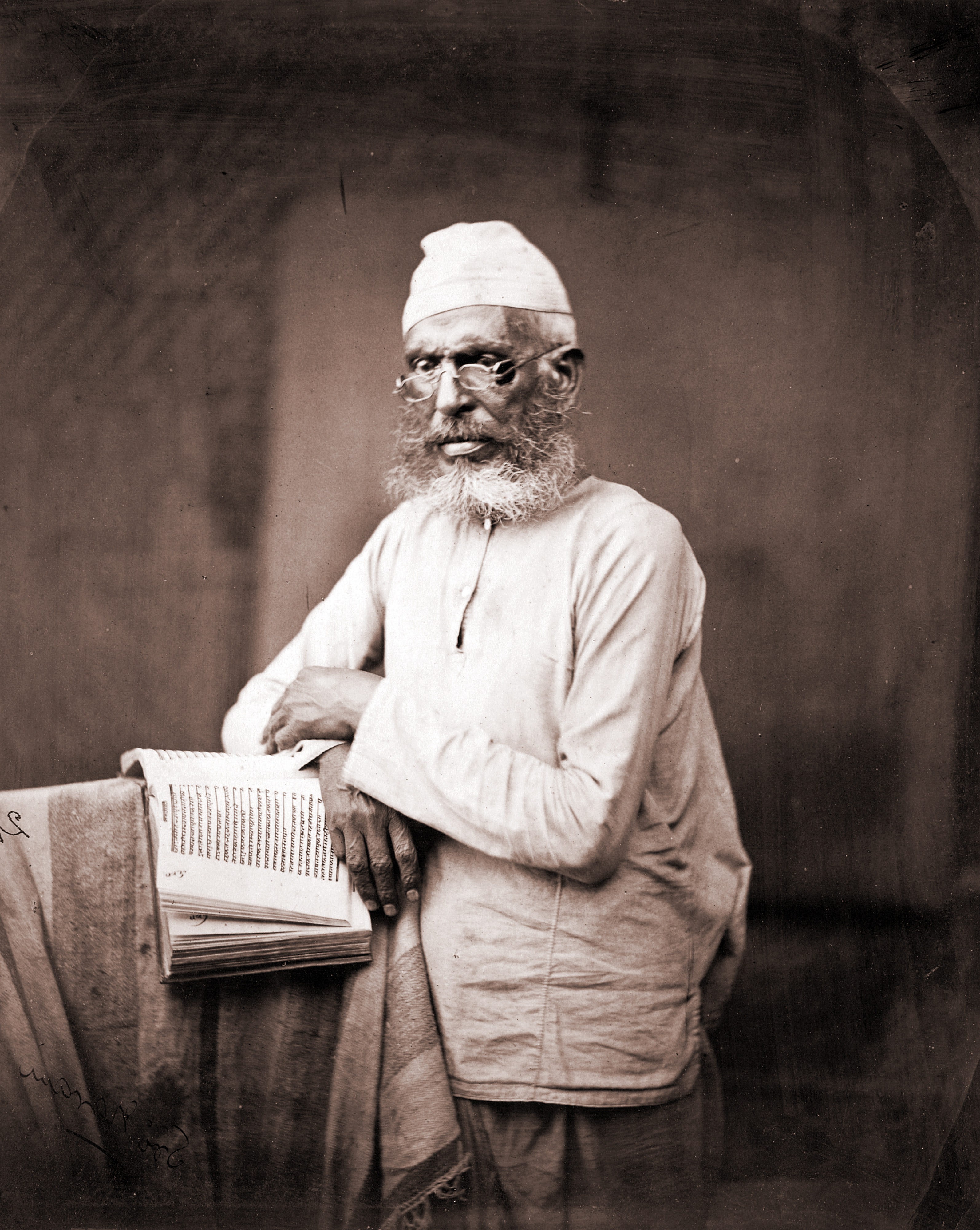
Muzłumański uczony sfotografowany ok. 1860 we wschodnim Bengalu

Ulem – muzułmański teolog i uczony. Słowo pochodzi z wyrazu arabskiego alim, oznaczającego uczonego. W skład grupy ulemów wchodzili wszyscy duchowni muzułmańscy: muftiowie oraz imamowie. Ulemów określa się również mianem znawców szariatu. Ich główną siedzibą były meczety. Główną rolę posiadał meczet al-Azhar w Kairze.
Sunnici wyróżniają cztery główne szkoły prawa muzułmańskiego:
- szafi’icką, dominującą w Indonezji, Malezji, Jemenie, Kurdystanie i wschodniej Afryce;
- hanaficką, dominującą w Turcji, krajach Lewantu, Indiach, Egipcie, Pakistanie, Azji Środkowej i Chinach;
- malikicką, dominującą w północnej i zachodniej Afryce;
- hanbalicką, dominującą w Arabii Saudyjskiej i Zjednoczonych Emiratach Arabskich.

Do szyickich szkół prawa zaliczają się dżafaryci (Iran, Irak, Azerbejdżan, Afganistan), ismailici (wschodni Tadżykistan, północno-wschodni Afganistan) i zajdyci (północny Jemen).
W XX wieku w większości krajów arabskich (oprócz Arabii Saudyjskiej i Iranu) ulemowie tracili na znaczeniu. Rządy walczyły z silną pozycją duchownych, usuwając opozycję. Władza ulemów była coraz bardziej ograniczana. W 1961 roku uniwersytet al-Azhar w Kairze został poddany nadzorowi państwowemu. W tym samym czasie szkoły islamskie zamykano w Turcji i zastępowano je kontrolowanymi przez państwo szkołami religijnymi. Podobny proceder stosowano w Algierii po uzyskaniu niepodległości.
W 1979 roku podczas rewolucji w Iranie duchowni pod przywództwem Chomeiniego przejęli władzę, którą dzierżą do dzisiaj. Talibowie, którzy rządzą Afganistanem, także wywodzą się z islamskiego duchowieństwa.
Jednak najważniejszym zadaniem ulemów jest interpretacja i zastanawianie się nad znaczeniem islamskiego prawa w społeczeństwie oraz dysputy. Ulemowie są strażnikami muzułmańskiej tradycji oraz nauczycielami. Stanowią konserwatywną część muzułmańskiej ludności państw arabskich.